# 信敷荘
信敷荘（しのぶのしょう/しのうのしょう）は、備後国三上郡（現在の広島県庄原市）にあった荘園。

## 概要
成立時期は不詳であるが、1186年（文治2年）に平家没官領として源頼朝から妹の坊門姫に与えられて同地の地頭とされたことが知られている。その後、東方と西方に分けられ、西方は1303年（嘉元元年）に京都・四条烏丸の篝屋の料所に充てられ、長井氏が地頭として管理下に置いた。一方、東方は1338年（南朝：延元3年、北朝：暦応元年）に足利尊氏から恩賞として首藤山内氏に与えられ、以後長井氏と首藤山内氏、更に安芸国から進出してきた宍戸氏を交えた勢力争いの舞台となるが、応仁の乱で同荘を勢力圏に置いた山名氏が山内豊成に全域の安堵を行ったことから、首藤山内氏の支配が確定し、同氏が毛利氏の傘下に入り、関ヶ原の戦いに至るまで支配を続けた。